# 神明宮 (岡崎市樫山町)
神明宮（しんめいぐう）は、愛知県岡崎市樫山町にある神社である。

## 概要・歴史
祭神は大日孁貴命、豊受姫命、迦具土命、応神天皇、大物主命。
元禄14年（1701年）に再建された。

## 須賀神社大祭
須賀神社大祭の神輿・山車渡御の折り返し地点である。山車の到着後、式典と年番組による「御照覧」（お囃子披露）が境内で行われる。